# アルビオン (企業)
株式会社アルビオン（ALBION Co.,Ltd）は、東京都中央区銀座に本社を置く大手化粧品メーカーである。コーセーの連結子会社（コーセーが議決権の79.5%を所有）。
コーセーの創業者小林孝三郎が設立し、以降は次男家によって経営がなされている。
高級化粧品を主とする化粧品メーカーの中では、国内大手に位置している。販路は化粧品専門店・百貨店。

## 展開ブランド
- ALBION
- Elegance
- ELEGANCE RAZZLE
- IGNIS
- IGNIS io
- IN FIORE
- ANNA SUI
- PAUL & JOE beaute

## 沿革
- 1956年 - 東京銀座に創立。
- 1958年 - 東京・原宿に「アルビオンスクール（教育センターの前身）」開校。
- 1967年 - 東京・丸の内 帝劇国際ビルに「アルビオン美容室」開設[2]。
- 1970年 - 東京都渋谷区千駄ヶ谷に教育センター開設。
- 1981年 - 創立25周年を機に「第二の創業期」を宣言。社是、経営理念、社歌を制定。
- 1986年 - エレガンス コスメティックス 事業開始。
- 1987年 - 株式会社コスメティック・クリエーション・パリ設立。
- 1996年 - イグニス 事業開始。株式会社イグニス設立。
- 1998年 - アナスイ コスメティックス 事業開始。
- 2000年 - 本社を東京都中央区銀座1丁目に移転。
- 2001年 - 小林英夫社長、藍綬褒章を受章。
- 2002年 - ポール&ジョー ボーテ 事業開始。熊谷工場（埼玉県熊谷市）竣工・稼動。
- 2003年 - ニューヨークに現地法人「ALBION Cosmetics(America), Inc.」を開設。ロンドンに「ALBION Cosmetics (UK) Limited(現:UK Branch)」を開設。
- 2004年 - 熊谷工場、品質マネジメントシステム「ISO 9001」の認証取得。
- 2005年 - 熊谷工場、環境マネジメントシステム「ISO 14001」の認証取得。
- 2006年 - ６月、小林英夫が代表取締役会長に、小林章一が代表取締役社長に就任。創立50周年記念セミナーをイタリアと東京・帝国ホテルで開催。
- 2007年 - 東京都港区白金に教育センターを新築・移転。
- 2008年 - メセナ活動「ALBION AWARDS　アルビオン アワード」創設。
- 2009年 - 事業所内保育所「Kuukids銀座」創設。
- 2010年 - 白神研究所（秋田県藤里町）開設。スキンケアシリーズ「アンフィネス」発売。
- 2011年 - メセナ活動「アルビオン 研究者支援制度」創設。上海に「ALBION Cosmetics (Shanghai) Co.,Ltd.」を開設。台湾に「ALBION Cosmetics (Taiwan) Co.,Ltd.」を開設。
- 2012年 - レ メルヴェイユーズ ラデュレ 事業開始。
- 2013年 - 東日本橋研究所（東京都中央区東日本橋）開設。
- 2014年 - 東京農業大学と共同で「スリランカ伝統植物研究所」を開設。セレクトコスメストア「アルビオン ドレッサー」事業開始。
- 2015年 - ポイントメイクブランド「エレガンス クルーズ」発売。
- 2016年 - インフィオレ 事業開始。スキンケアシリーズ「エクシア アンベアージュ」発売。
- 2017年 - 福岡に事業所内保育所「Kuukids 福岡」を開設。
- 2018年 - 新業態「アトリエ　アルビオン」導入。越境ECサイトオープン。関西国際空港Duty Free Shop Les Cosme店（P&J)オープン。AL関西国際空港KIX DUTY FREE本館南店（AL）オープン。
- 2019年 - 東京国際空港（羽田空港）、成田国際空港に免税店オープン。＜羽田空港国際線ターミナル（AL）／ 成田空港免税店（AL）＞
- 2020年 - 「イグニス」を刷新し、「イグニス イオ」を導入。アルビオンの哲学を体現した新業態「アルビオン フィロソフィ」を横浜に開業。熊谷事業所に新生産棟（第一生産棟）を設立。

## 書籍

### 著書
- 感動に不況はない（単行本）　2010年12月19日発売
- 感動に不況はない（文庫本）　2014年7月22日発売

### 雑誌
- 「おとなの週末」対談掲載～第一弾　（2019年12月号　講談社BC）
- 「おとなの週末」対談掲載～第二弾　（2020年5月号　講談社BC）
- 「おとなの週末」対談掲載～第三弾　（2021年2月号　講談社BC）

## 提供番組
- 毎日に夢中～感動プロデューサー・小林章一（TOKYO FM）　2014年10月～社長自らが出演している。TOKYO FMサンデースペシャル枠においての1時間特番も、2019年7月時点で6回放送されている。
- こちらアルビオン白神研究所！（FM秋田）　2019年2月～　出演：大政絢・西山宏太朗[3]
- 辰巳真理恵のBa,Be,Bi,Bo,Bu（Tokyo Star Radio）